# Flor Elena González
Flor Elena González  (Ocumare del Tuy, 2 de febrero de 1960) es una primera actriz de televisión venezolana.

## Ámbito artístico
Con 40 años de carrera y una extensa lista de interpretaciones en teatro, cine y televisión en Venezuela y Miami. Lleva activamente su carrera artística paralelamente en la televisión y el teatro.
Estudió Derecho y Administración; pero se ha dedicado más a la carrera artística. En la pantalla chica se ha destacado en telenovelas como: María Soledad, La dueña, Doña Perfecta, El Hombre de Hierro, Amor de Abril, Por estas calles; Amores de fin de siglo, escrita por el autor Leonardo Padrón; Cambio de piel, Hoy te vi, Hay amores que matan, Mis 3 hermanas, La soberana, Juana, la virgen, La Cuaima, Natalia de 8 a 9, Mujer con pantalones, en la cual asumió el reto de interpretar un doble rol, con personalidades totalmente diferentes; Los Querendones, bajo la pluma de Carlos Pérez; Aunque mal paguen, Valeria, producción grabada en Miami y escrita por Alberto Gómez; Los misterios del amor de Alberto Barrera; Mi ex me tiene ganas, Natalia del mar, Dulce amargo.
González tiene más de 20 años de experiencia actuando obras teatrales como: Gritan las mejillas, dirigida por Levy Rossell en noviembre de 2005, para conmemorar el día de la No Violencia a la Mujer; Violento, El enfermo imaginario, original de Moliére; Galileo Galilei, Casa en orden de Ana Teresa Sosa; Cita a Ciegas escrita por el argentino Mario Diament; Hágase tu voluntad, realizada a beneficio de la Fundación SenosAyuda; Yo soy Carlos Marx, en la cual participó como productora y actriz; La ratonera, original de Agatha Christie, A 2.50 la Cuba libre, Más Allá del Horizonte (teleteatro), entre otras piezas. 
En 1999 formó parte de la producción cinematográfica Antes de morir dirigida por Pablo de la Barra. Cabe destacar, que ha sido premiada con diversos reconocimientos, que la destacan como Actriz de Reparto, entre ellos El Universo del Espectáculo. 
Su más reciente actuación en televisión en Venevisión, fue en Corazón esmeralda (2014), donde personificó a Isabel Cordero de Montalvo. Actualmente reside en Miami.

### Televisión
| Año       | Teleserie                | Personaje |
| --------- | ------------------------ | --- |
| 2017      | Milagros de Navidad      | Irina Bastidas |
| 2015      | Escándalos               | Teresa de Phillips / Cap: "Niña Linda" - Ingrid / Cap: "No soy una mujer" - Irene / Cap: "La Mafia de la Moda" - Dorothy Pereira / Cap: "La mujer del alcalde" |
| 2014      | Corazón esmeralda        | Isabel Cordero de Montalvo |
| 2012-2013 | Dulce amargo             | Adoración Díaz de Wilhelm |
| 2012      | Mi ex me tiene ganas     | Margot Londoño |
| 2011-2012 | Natalia del mar          | Eleonora Vega de Moncada |
| 2009      | Los misterios del amor   | Diana Román |
| 2008      | Valeria                  | Piedad Santander de Riquelme |
| 2007-2008 | Aunque mal paguen        | Carmen |
| 2006      | Los querendones          | Esther Miralles |
| 2004      | Mujer con pantalones     | Candelaria de Lisboa |
| 2003      | La Cuaima                | Pepita Hamilton |
| 2002      | Juana, la virgen         | Amparo "Amparito" Restrepo de Vivas |
| 2001      | La soberana              | Dulce de Mesías |
| 2000      | Mis 3 hermanas           | Delia Contreras |
| 2000      | Hay amores que matan     | Elpidia |
| 1998      | Hoy te vi                | Eva Gómez de Pereira |
| 1997      | Cambio de piel           | Valeria |
| 1996      | Los Amores de Anita Peña | Rosaura |
| 1995      | Amores de fin de siglo   | Lucía |
| 1992      | Por estas calles         | Maigualida Casado |
| 1984      | La dueña                 | Eloisa |

### Teatro
- La casa de Bernarda Alba
- Gritan las mejillas
- Violento
- El enfermo imaginario
- Galileo Galilei
- Casa en orden
- Cita a ciegas
- Hágase tu voluntad
- Yo soy Carlos Marx
- La ratonera
- A 2.50 la Cuba libre
- Más allá del horizonte

### Cine
- Antes de morir
- Aurora (Cortometraje)[6]